# Statuette des Cheops
Die Statuette des Cheops, auch Elfenbeinfigurine des Cheops oder Cheops-Statuette genannt, ist ein historisch wie archäologisch wertvolles Artefakt, das 1903 von Sir William Matthew Flinders Petrie bei Ausgrabungen in Kom el-Sultan bei Abydos in Ägypten gefunden wurde. Sie stellt den altägyptischen König (Pharao) Cheops der 4. Dynastie (Altes Reich) dar.
Die kleine Sitzfigur ist bis heute die einzige dreidimensionale Darstellung des Cheops, die weitestgehend vollständig erhalten ist. Daneben existiert eine Vielzahl weiterer Statuenfragmente. Das Kunstwerk wird von der Mehrheit der Ägyptologen als zeitgenössisch eingestuft und stammt somit höchstwahrscheinlich aus der Regierungszeit des Cheops. Aufgrund des ungewöhnlichen Fundortes wurde die zeitliche Einordnung allerdings auch mehrmals in Frage gestellt. Der Ägyptologe Zahi Hawass zweifelt die Datierung ins Alte Reich sogar vollkommen an. Seine Überlegungen, sie der 26. Dynastie zuzuordnen, haben bisher kaum Resonanz erfahren, wurden aber bislang auch nicht widerlegt. Auch der kultische Zweck der Statuette ist unklar. Sollte sie zeitgenössisch sein, war sie entweder Teil des traditionellen Statuenkultes oder des Totenkultes. Stammt die Figurine hingegen aus späterer Zeit, diente sie vielleicht – wie von Hawass vorgeschlagen – als Votivgabe. Ihr Künstler ist unbekannt.

## Beschreibung
Die Elfenbeinfigur ist etwa 7,5 cm hoch, 2,9 cm lang und ca. 2,6 cm breit und teilweise beschädigt. Ihre Oberfläche war ursprünglich glatt und glänzend poliert gewesen. Die Statuette zeigt Cheops mit der Roten Krone von Unterägypten. Der König sitzt auf einem weitestgehend schmucklosen Thron mit niedriger Rückenlehne. In der rechten Hand, die er auf Höhe seiner Brust hebt, hält er ein Flagellum, dessen Stabsende auf der rechten Schulter ruht, der Wedel liegt dem Oberarm auf. Der linke Arm ist angewinkelt, der Unterarm ruht zur Gänze auf dem linken Bein. Die linke Hand ist geöffnet, ihre Handinnenfläche ruht auf dem linken Knie. Die Füße sind mitsamt dem Thronsockel weggebrochen. Die Rote Krone ist beschädigt, sowohl der hohe Steg als auch die Zierspirale sind abgebrochen. Der Kopf ist im Vergleich zum Körper der Sitzfigur leicht überproportioniert, die Ohren sind etwas abstehend. Das Kinn ist kantig, einen Zeremonialbart besaß die Figur nicht. Der König trägt einen recht kurz gehaltenen und plissierten Schurz, sein Oberkörper ist unbekleidet. Auf der rechten Seite zu Cheops Knien ist der Horusname Medjedu erhalten, an der linken Seite der Knie ist der sehr knappe Rest des unteren Teils des Eigennamens in Kartusche als Chnum-Chuf sichtbar.

## Fundgeschichte

### Fundort
Das Artefakt wurde 1903 von Flinders Petrie in der abydenischen Grabungsstätte Kom el-Sultan in einem der als „Magazin C“ beschriebenen Räume der großen, stark verfallenen Tempelanlage des Totengottes Osiris-Chontamenti (in den Grabungsplänen als Gebäude K verzeichnet) im südlichen Grabungssektor gefunden. Der Tempel von Kom el-Sultan war von der Frühzeit bis etwa zur Mitte der 3. Dynastie dem schakalköpfigen Gott Chontamenti geweiht, im Mittleren Reich wurde ein Heiligtum zu Ehren des mumiengestaltigen Gottes Osiris angebaut. Schon bald verschmolzen die Götter Chontamenti und Osiris miteinander und der Tempelkomplex wurde nun als „Heiligtum des Osiris-Chontamenti“ angesehen. In besagtem Raum des Magazins C befanden sich noch Stuckreste weiterer Statuen aus Holz aus derselben Zeit.

### Fundumstände
Die Cheops-Figur war zunächst kopflos, Petrie schreibt diese Beschädigung einem Unfall während der Grabungsarbeiten zu. Als Petrie die Bedeutung des Fundes erkannte, ließ er sämtliche Arbeiten einstellen und sprach demjenigen eine Belohnung zu, der den Kopf finden könnte. Drei Wochen später wurde der Kopf nach intensivem Sieben unter dem Raumschutt wiedergefunden. Heute ist die kleine Statue restauriert im Ägyptischen Museum von Kairo in Raum 32 mit der Inventarnummer JE 36143 ausgestellt.
Die Umstände bei der Auffindung der Cheops-Figurine werden von einigen Ägyptologen als „ungewöhnlich“ bis „widersprüchlich“ empfunden. Besonders Zahi Hawass zieht die Fundumstände als Hauptargument für seine Zweifel an der Datierung der Figurine heran. Er begründet dies damit, dass kein Gebäude, das sicher aus der 4. Dynastie stammt, jemals in Kom el-Sultan oder Abydos ausgegraben wurde. Petrie sei, streng genommen, nur aufgrund des Fundes der Cheops-Figurine überzeugt, dass auch Raum „C“ Teil eines Tempels oder Schreins der 4. Dynastie gewesen sein müsse. Doch Gebäude „K“ (nebst Magazinen) hat sich zwischenzeitlich als Teil eines Baukomplexes der 6. Dynastie entpuppt. Im Tempel des Chontamenti fand sich eine Vielzahl an Objekten aus der 1., 2., 6. und 30. Dynastie, jedoch keines, das sicher in die 4. Dynastie datiert werden kann. Somit scheint der Tempel während dieser Epoche nicht genutzt worden zu sein. Auch Petrie konnte bei seinen Grabungen keinen Hinweis auf ein Gebäude aus der Zeit der Cheops-Dynastie ausfindig machen, allerdings erklärte er dies mit einem Verweis auf die griechischen Geschichtsschreiber Herodot und Diodor, die berichten, Cheops habe die Errichtung von Gottestempeln und Schreinen während seiner Regierungszeit verboten. Richard Bussmann verweist aber neuerdings auf ein unpubliziertes Kalksteinfragment mit dem Namen des Cheops aus Abydos, womit zumindest Bauaktivitäten des Herrschers in Abydos belegt zu sein scheinen. Er fragt sich daher, ob es sich bei Gebäude K um einen Tempel für den Kult des Cheops gehandelt haben könnte.

## Datierung

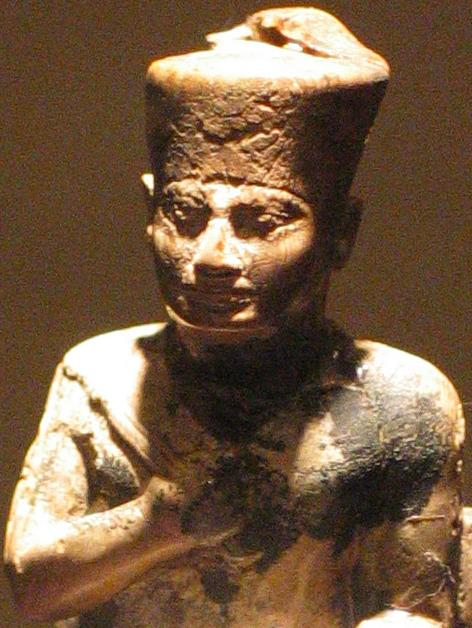
Porträt des Cheops im Detail

Die Mehrheit der Ägyptologen ordnet die Statuette dem Alten Reich, also der Zeit Cheops, zu. So war bereits Petrie sicher, dass die Figur aus der 4. Dynastie stammen muss. Hauptargument für eine Datierung in die 4. Dynastie ist die Namensnennung des Cheops. Des Weiteren wird die Stilistik der Statuette herangezogen und mit Kunstwerken derselben Epoche sowie solchen aus früheren Dynastien verglichen. Rainer Stadelmann weist auf den Thronsitz der Figurine hin, der wohl den würfelförmigen Königssitzen mit kurzer Lehne aus der Prädynastik nachempfunden ist. Barry J. Kemp und William S. Smith weisen darauf hin, dass das Gesicht der Cheops-Figur von der Ausführung her am ehesten denen der Statuen aus der Zeit der Könige Chasechemui, Djoser und Snofru ähnelt. Die Gesichter von Chasechemui und Snofru sind ebenfalls bartlos und der Gesichtsausdruck von Cheops scheint dem des Djoser auf seiner Kalksteinstatue nachempfunden zu sein. Besonders die breite Nase, das rundliche Gesicht und die eher bescheiden herausgearbeiteten Augenbrauen sind deutlich an den Kunststil der 3. Dynastie angelehnt. Die leicht abstehenden Ohren erinnern an jene der Statuen des Chasechemui. Mit dieser facialen Komposition stellt das Porträt des Cheops eine Übergangsform vom Kunststil der Archaik zur eigentlichen Stilrichtung des Alten Reiches dar. Dieser Kunststil kann bei keinem König nach Djedefre mehr nachgewiesen werden, ab König Chephren setzt sich die Porträtierung von Königen mit Zeremonialbart durch. Die künstlerische Ausarbeitung der Elfenbeinfigur wird von den Forschern durchgängig als „meisterhaft“ und „professionell“ bewertet. Es handelt sich um die bislang früheste bekannte, ägyptische Skulptur, die einen König mit Roter Krone zeigt. Diese ist dann jedoch schon wieder unter Chephren belegt.
Zahi Hawass hingegen zweifelt eine zeitgenössische Entstehung der Statuette an. Er befindet Petries Datierungsmethode aufgrund der Fundumstände als unzuverlässig und weist darauf hin, dass das Gesicht des Cheops ungewöhnlich gedrungen und pausbackig sei und keinerlei emotionalen Ausdruck zeige. Im Gegensatz zu Petrie und Margaret Alice Murray, welche das Gesicht der Figurine als „machtvoll“ und „furchteinflößend“ beschrieben (weshalb es ja so gut zu den griechischen Überlieferungen passe), fühlt sich Hawass an das Gesicht eines sehr jungen, womöglich minderjährigen Menschen erinnert. Hawass verglich die Gesichts-Stilistik mit den Statuen anderer, zeitgenössischer Könige wie Snofru, Chephren und Mykerinos. Die Gesichter dieser drei Könige sind von ebenmäßiger Schönheit, schlank und mit einem freundlichen Gesichtsausdruck – sie beruhen auf einem Schönheitsideal, das bewusst nicht der Realität entspricht. Besonders eine Elfenbeinstatuette des Königs Mykerinos erregte Hawass’ Interesse, welche heute im Boston Museum unter der Inventar-Nummer Boston 11.280a-b ausgestellt ist. Obgleich bis heute kopflos, weist die Figur dieselbe Haltung auf wie die Cheops-Figurine, doch ihr Körper ist viel schlanker und athletischer und die Ausarbeitung des Kunstwerks ist erheblich sorgfältiger. Das Aussehen des Cheops auf der Elfenbeinstatue wirke stattdessen eher, als ob der Künstler nicht sehr viel Wert auf Professionalität und künstlerische Sorgfalt gelegt habe. Cheops selbst hätte nie erlaubt, dass ein solch vergleichsweise minderwertiges Artefakt in seinem Palast oder sonst wo aufgestellt wird. Und schließlich, so argumentiert Hawass, passe auch die Gestaltung des Throns, auf dem die Figur sitzt, nicht zu den künstlerischen Gegenstücken des Alten Reiches: Im Alten Reich habe die Rückenlehne eines Königsthrons bis in den Nacken des Herrschers gereicht. Ein abschließender Beweis, dass die Statue eine Reproduktion aus viel späterer Zeit sein müsse, ist für Hawass der sogenannte Nehenech-Dreschflegel in der linken Hand Cheops. Rundplastische Darstellungen von einem König mit so einem Dreschflegel als zeremonielles Insignium erscheinen zeitlich nicht vor dem Mittleren Reich. Zahi Hawass kommt daher zu dem Schluss, dass die Figur vielleicht als Amulett oder Talisman während der 26. Dynastie (oder später) an fromme Bürger und Touristen verkauft wurde. Die Anwesenheit der Figurine an ihrem Fundort würde sich daher mit einer funktionellen Rolle als Votivgabe erklären lassen.
Zahi Hawass ist letztendlich überzeugt, dass die Cheops-Statuette höchstwahrscheinlich eine Nachbildung einer lebens- oder überlebensgroßen Statue darstellt. Vermutlich habe sich das Original im unterägyptischen Memphis befunden, was erklären würde, warum Cheops auf seiner Figurine die Rote Krone trägt. Dies würde auch eine Datierung in die 26. Dynastie untermauern: Zu dieser Zeit waren Hommages an das Alte Reich sehr populär, alte und vergessene Gottheiten wurden in Reliefs und Statuen porträtiert und Königsstatuen als Miniaturen hergestellt und als Glücksbringer oder Votivgaben verkauft. Es wurden sogar alte, vergessene oder verworfene Rangtitel des Alten Reiches wieder aufgegriffen und an hohe Beamte verliehen. Aus den Tempelruinen des Königs Taharqa sind Szenen in Reliefs erhalten, deren Bildprogramm eindeutig verschiedenen Wandbildern des Alten Reiches nachempfunden sind. Hawass schließlich meint, dass das Gesicht der Cheops-Statuette am ehesten den schwarzen Granitköpfen des Taharqa gleiche. Hawass weist unter Berufung auf die Arbeiten von Wiliam S. Smith darauf hin, dass Figurinen von Königen des Alten Reiches während der Spätzeit als Massenware angefertigt wurden, dies wohl auch auf die Cheops-Figur zutreffe und die eher fahrlässige Gestaltung der Statuette somit wenig verwunderlich sei.

## Kunsthistorische Bedeutung

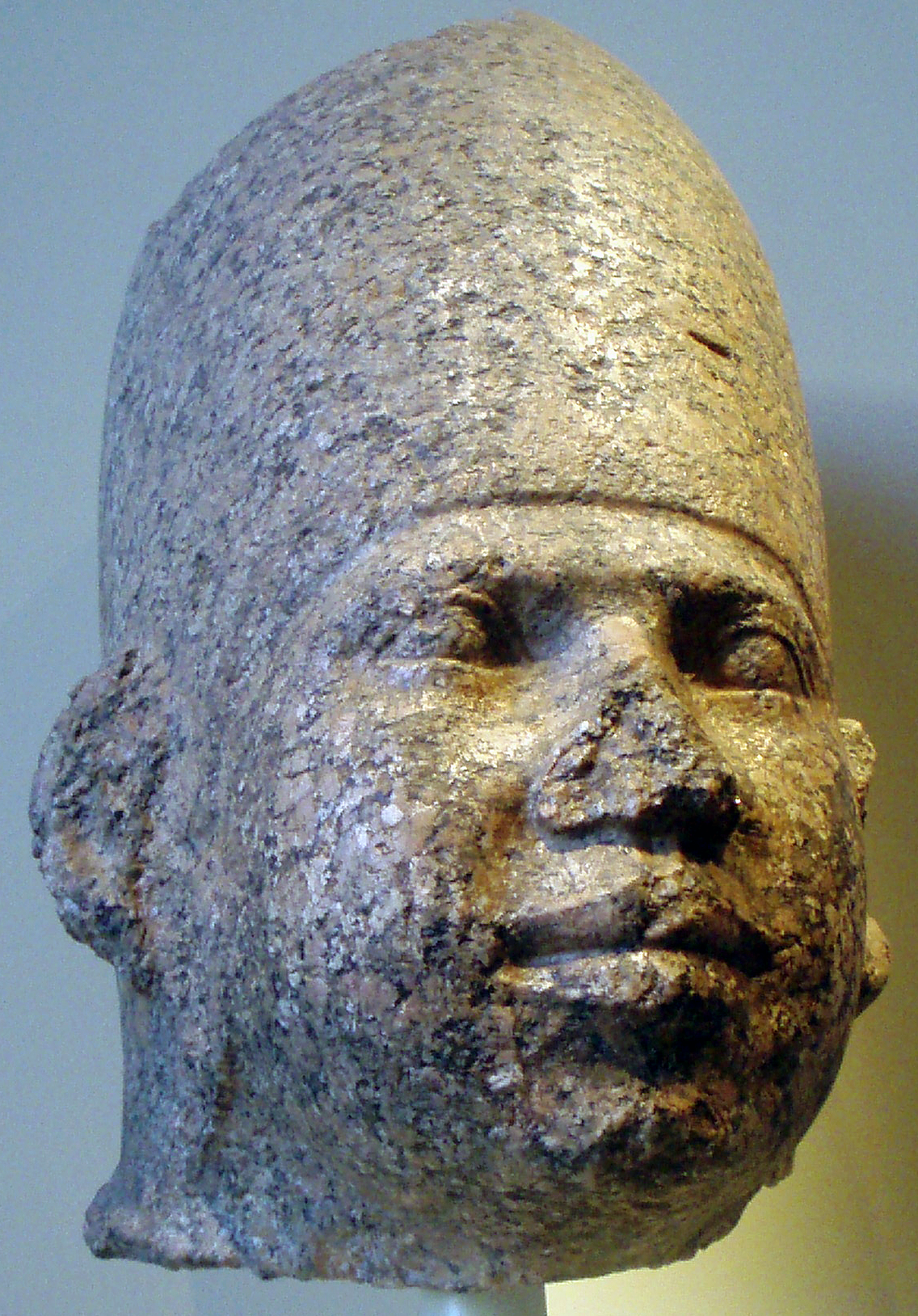
„Brooklyner Königskopf“

Die Figurine ist das einzige rundplastische Artefakt, das Cheops vollständig porträtiert. Es wird häufig behauptet, dass die kleine Elfenbeinfigur die einzige erhaltene Statue des Cheops sei. Tatsächlich sind jedoch mehrere Alabasterfragmente von Sitzstatuen erhalten, die von George Andrew Reisner während seiner Ausgrabungen in Gizeh gefunden wurden. Insgesamt schätzt Rainer Stadelmann die ursprüngliche Anzahl von Cheops-Statuen, die dereinst allein im Totentempel gestanden haben müssen, auf rund 50 Exemplare. Für den Thronnachfolger Djedefre wird eine Anzahl von 21–25 Statuen angenommen. Auf den Sockeln der Cheops-Statuen war jeweils die vollständige Königstitulatur des Herrschers eingraviert; heute sind die Namen nur noch in Fragmenten erhalten, ermöglichen aber dennoch eine sichere Zuweisung. Dabei wurden die volle wie gekürzte Namensform von Cheops (nämlich „Chufu“ und „Chnum-chuf(u)“) gleichermaßen oft verwendet. Eines der Fragmente, das von einer kleinen Sitzstatue stammt, zeigt noch die Füße eines sitzenden Königs von ihren Knöcheln an abwärts. Rechts von ihren Zehen ist die Namenssilbe …fu in einer Kartusche erhalten, sie kann leicht zum Kartuschennamen Chufu rekonstruiert werden.
Der Palermostein berichtet auf seinem Fragment C-2 über die Erschaffung von zwei überdimensionalen Standstatuen für den König, die eine soll aus Kupfer gewesen sein, die andere aus purem Gold.
Außerdem sind mehrere Köpfe von Statuen erhalten, die aufgrund ihrer Gesichtsstilistik teilweise Cheops zugesprochen werden. Die bekanntesten unter ihnen sind der „Brooklyner Königskopf“ aus Rosengranit und der sogenannte „Münchener Königskopf“ aus Kalkstein. Beide Köpfe zeigen den Herrscher mit der Weißen Krone von Oberägypten.
Ungewöhnlich ist der Vorderteil einer Widderstatue aus poliertem Basalt, deren Sockel Horus- und Kartuschenname des Cheops präsentiert.